# Ochthebius rectus
Ochthebius rectus är en skalbaggsart som beskrevs av Leconte 1878. Ochthebius rectus ingår i släktet Ochthebius och familjen vattenbrynsbaggar. Inga underarter finns listade i Catalogue of Life.